# 라이언 비틀
라이언 비틀(Ryan Bittle, 1976년 3월 21일 ~ )은 미국의 배우이다.
내슈빌에서 태어났다.

## 출연 작품

### 영화
- Who's Your Daddy? (2002)
- 죽여주는 장례식 (2009, A Good Funeral)
- 테이크 미 홈 투나잇 (2011)
- A Christmas Mystery (2014)

### 텔레비전
- Sweet Valley High (1994-96)
- 제7의 천국 (1996)
- 도슨의 청춘일기 (2001-02)
- Femme Fatales (2011)